# فرودگاه شهری استان استامپر
فرودگاه شهری استان استامپر (به انگلیسی: Stan Stamper Municipal Airport) یک فرودگاه همگانی بهره‌برداری هوایی با کد یاتا HUJ است که یک باند فرود آسفالت دارد و طول باند آن ۱۲۲۱ متر است. این فرودگاه در کشور ایالات متحده آمریکا قرار دارد و در ارتفاع ۱۷۴ متری از سطح دریا واقع شده است.